# مهدی عسگری
مهدی عسگری (زاده ۱۳۵۶ در کرج)، سیاستمدار ایرانی و نماینده مردم حوزه انتخابیه کرج، اشتهارد و فردیس در دوره یازدهم مجلس شورای اسلامی بوده است

## اطلاعات شخصی
مهدی عسگری سیاستمدار مستقل اهل کرج و متولد سال ۱۳۵۶ در این شهرستان است. وی دارای کارشناسی رشته مهندسی متالوژی صنعتی، کارشناس ارشد رشته فلسفه و حکمت اسلامی و دانشجوی دکترای رشته فلسفه و حکمت اسلامی است.
پس از پیروزی در انتخابات دور یازدهم مجلس شورای اسلامی؛ وی لیست اموال خود را به شرح زیر اعلام کرده‌است:
یک باب واحد مسکونی در دهقان‌ویلای دوم، یک دستگاه خودرو ال ۹۰، یک باب واحد استیجاری برای فعالیت‌های کاری همسر و مبلغ مختصری پس‌انداز که بابت هزینه‌های تبلیغات منظور شده‌است.

## مجلس شورای اسلامی
عسگری در یازدهمین انتخابات مجلس شورای اسلامی که در ۲ اسفند ۱۳۹۸ برگزار شد، با کسب ۸۷ هزار و ۸۰۸ رأی از مجموع ۳۸۹ هزار و ۳۴۷ رأی، از حوزه انتخابیه کرج، اشتهارد و فردیس به مجلس راه یافت. وی با رأی اعضای کمیسیون صنایع و معادن به عنوان نایب‌رئیس اول این کمیسیون انتخاب شد.
رئیس فراکسیون دیپلماسی اقتصادی، عضو کمیسیون تلفیق برنامه هفتم پیشرفت، عضو کمیسیون تلفیق بودجه ۱۴۰۱، عضو هیأت مقررات‌زدایی و تسهیل مجوزها (وزارت امور اقتصادی و دارایی) و رئیس کمیته احیای اراضی از دیگر مسئولیت‌های وی در مجلس یازدهم بوده‌است.
توزیع شفاف و عادلانه منابع و فرصت‌ها در کشور، مردمی‌سازی واقعی اقتصاد، اصلاح الگوی ساخت شهر و مسکن، توجه حاکمیت به افکار عمومی و ترویج سبک زندگی ایرانی - اسلامی از جمله پیگیری‌های او به شمار می‌آید.

### فعالیت‌ها در مجلس یازدهم
از فعالیت‌های وی در دوره نمایندگی می‌توان به موارد زیر اشاره کرد:
- پیگیری موضوع زمین و مسکن و ارائه راهکارها و پیشنهادهای عملیاتی در خصوص احیای موات و دار واسعه و تغییر الگوی ساخت مسکن (از توسعه عمودی به توسعه افقی) و ساخت خانه‌های یک طبقه حیاط‌دار اشاره کرد؛ که توسط دولت سیزدهم در پروژه‌های جدید نهضت مسکن ملی در وزارت راه و شهرسازی مورد توجه قرار گرفت و در برخی شهرها عملیاتی شد.[۱۲][۱۳]

- پیشنهاد تشکیل کمیته ویژه احیاء و بهره برداری عادلانه از اراضی در کمیسیون تلفیق برنامه هفتم پیشرفت در جهت شکستن احتکار زمین و مردمی سازی تولید مسکن و در نهایت تصویب افزایش ۳۳۰ هزار هکتار به ظرفیت سکونتگاهی کشور در برنامه پنج ساله هفتم از اقدامات وی در کمیسیون تلفیق مذکور بوده است.[۱۴]

## مخالفت شورای نگهبان با انتقال از تهران به کرج
مهدی عسگری در دوازدهمین دوره انتخابات مجلس شورای اسلامی از حوزه انتخابیه تهران ثبت نام نمود و صلاحیت وی توسط شورای نگهبان تایید شد. این اقدام منجر به نارضایتی حامیان وی در کرج شد. پس از انتقادات هنگامی که وی در مهلت قانونی درخواست خود را مبنی بر انتقال از حوزه انتخابیه تهران به کرج، فردیس و اشتهارد ثبت نمود، شورای نگهبان با انتقال وی به کرج مخالفت نمود و از رقابت در کرج بازماند.

## عدم راهیابی به مجلس دوازدهم
پس از مخالفت شورای نگهبان با انتقال مهدی عسگری از تهران به کرج، توانست رتبه ۳۳ را در بین نامزدهای حوزه انتخابیه تهران، ری، شمیرانات، اسلامشهر و پردیس به‌دست‌ بیاورد و به همراه ۱۵ نامزد دیگر به دلیل نرسیدن به حد نصاب کسب ۲۰ درصد آرا، به دور دوم انتخابات راه یابد. 
مهدی عسگری در دور دوم انتخابات حوزه انتخابیه تهران، ری، شمیرانات و اسلامشهر با قرار گرفتن در رتبه نوزدهم از راهیابی به مجلس دوازدهم بازماند.

## سوابق
از جمله سوابق وی می‌توان به مشاور استاندار البرز در سال‌های ۹۱ و ۹۲، مؤسس و نمود دانشگاه علمی_کاربردی مرکز فرهنگ و هنر البرز، رئیس اداره فرهنگ و ارشاد اسلامی کرج از سال ۸۷ تا ۸۹، معاون فرهنگی اداره کل فرهنگ و ارشاد اسلامی استان البرز از سال ۸۹ تا ۹۰ و دبیری شورای فرهنگ عمومی شهرستان کرج به مدت دو سال اشاره کرد.